# 李永丹
李永丹，天津大学化工学院催化科学与工程系教授，中国化学会催化委员会委员。入选中华人民共和国教育部2007年度"长江学者"特聘教授，新世纪百千万人才工程。